# Dolichopeza (Prodolichopeza) malagasya
Dolichopeza (Prodolichopeza) malagasya is een tweevleugelige uit de familie langpootmuggen (Tipulidae). De soort komt voor in het Afrotropisch gebied.